# Терещенко Дмитро Юрійович
Дмитро Юрійович Терещенко (нар. 4 квітня 1987, Павлоград, Дніпропетровська область, УРСР) — український футболіст, півзахисник. Окрім українського, має також і білоруське громадянство.

## Життєпис
З 2007 року протягом тривалого часу виступав за могильовский «Дніпро». За нього він провів 126 матчів і 8 разів відзначився голом. У складі команди став бронзовим призером чемпіонату Білорусі в 2009 році. Наприкінці 2011 року до Дмитра проявив інтерес столичний клуб «Динамо». І на початку 2012 року був укладений контракт між гравцем та клубом. Дебют Терещенка за «біло-блакитних» відбувся 11 червня 2012 року в матчі проти мозирської «Славії». Мінчани здобули перемогу — 2:0 на користь «Динамо». Дмитро пробув на полі 56 хвилин. Закріпився в мінському клубі не зумів. 28 серпня 2012 перейшов до «Дніпра» за орендною угодою. Грав за «Дніпро» до закінчення сезону 2012 року. Допоміг могильовському клубі з першого місця вийти до вищої ліги. У грудні повернувся в столичне «Динамо».
У січні 2013 року був відданий в оренду «Білшині». Закріпився в основі на позиції лівого півзахисника, де зазвичай чергувався з Романом Сорокіним. Після закінчення терміну оренди в грудні 2013 року покинув «Динамо».
У січні 2014 року повернувся в «Дніпро». У могильовському клубі закріпився на позиції лівого півзахисника. Провів за клуб усі 32 матчі чемпіонату, але не зумів врятувати «Дніпро» від вильоту в Першу лігу.
У січні 2015 року разом з партнером по «Дніпро» Михайлом Козловим перебував на перегляді в солігорському «Шахтарі», але команді не підійшов. Пізніше інтерес до півзахисника проявляв «Вітебськ», але в підсумку Терещенко залишився в Могильові і в березні 2015 року продовжив контракт з місцевим клубом.
У 2015-2016 роках виступав за «Дніпро» в Першій лізі, за підсумками сезону 2016 року допоміг клубу повернутися в елітний дивізіон. У сезоні 2017 року залишався основним гравцем могильовчан, грав в основному на позиції лівого захисника.
У січні 2018 року покинула могильовский клуб і відправився на перегляд у «Гомель», з яким у підсумку підписав контракт.

## Досягнення
- Білоруська футбольна вища ліга
  -  Бронзовий призер: 2009

- Перша ліга Білорусі
  -  Чемпіон: 2012